# Kornatka (Starachowice)
Kornatka – niewielka część miasta Starachowice. Leży na południu miasta, wzdłuż ulicy Kornatka.